# Clemente Cerdeira Fernández
Clemente Cerdeira Fernández (Portbou, Gerona, 1887- Niza, Francia, 1942) fue un arabista y diplomático español.

## Biografía
Su padre trabajaba como guardia en la Legación de España en Tánger en la última década del siglo XIX y decidió inscribir a su hijo en una madrasa coránica; luego continuó estudiando árabe en la Universidad de Qarawiyyin en Fez, así como derecho en España. Considerado uno de los más relevantes arabistas del Alto Comisariado Español en el Marruecos español, Cerdeira, conocido por los marroquíes de su época como taleb (letrado) Abderrahmán Cerdeira al-Andalusí pasó parte de su infancia en Fez (Marruecos), lo que le permitió entrar en contacto desde muy joven con la realidad y la mentalidad del país magrebí En 1905 se presentó al examen de aspirante a la Carrera de Intérpretes, y a petición del Ministro Plenipotenciario de España en Marruecos, de 1905 a 1906 pasó un año y medio en la Corte del Sultán en Fez, para el estudio y perfección del idioma árabe. En 1907 abandonó su puesto en Tánger para trasladarse al Consulado Español en Túnez. Dos años después, en 1909, ascendió a Joven en Lenguas, pasando a la Universidad maronita de Beirut para su perfeccionamiento, estudios que finaliza en 1912, pasando de nuevo al Consulado Español de Tánger. Tras ser promovido a Intérprete de 3ª clase, en 1921 fue nombrado intérprete de 1ª clase.
Continuó su carrera dentro de la administración colonial, siendo nombrado Interventor Civil de 1ª clase en 1925 hasta alcanzar el cargo de Intérprete Mayor de la Alta Comisaría Española, en Tetuán. Ingresa en la carrera diplomática en 1931, siendo nombrado Secretario diplomático de primera clase en 1933 en las embajadas españolas de Ankara, El Cairo y Tánger. En 1936 fue nombrado Cónsul General de España en Tánger, Casablanca, Newcastle y Liverpool, hasta el final de la Guerra Civil. A pesar de sus esfuerzos para reunirse con su familia en Ceuta a través de la Cruz Roja Internacional, Cerdeira nunca regresaría a España y moriría en Niza (Francia) el 4 de mayo de 1942.
Como arabista, Cerdeira se destacó desde muy pronto en su interés para el acercamiento de España y el mundo islámico. No en balde, sus primeros trabajos fueron gramáticas para facilitar el aprendizaje del árabe y el español. También Contribuyó de forma importante en la política de pacificación del Protectorado Español en Marruecos, tras la guerra del Rif desde el Alto Comisariado y la difusión en España de la historia marroquí a través de traducciones del francés y del árabe.
Su lealtad al gobierno de la República le granjeó la inquina de muchos de los militares africanistas que participaron en el golpe de Estado de 1936 y que le habían conocido en su época en el Alto Comisariado. Desde su responsabilidad diplomática, Cerdeira trabajó desde el Consulado General de Tánger a favor de los intereses de la República en Marruecos, intentando la sublevación de las kábilas rifeñas en contra de las autoridades militares rebeldes, lo que le valió un intento de secuestro por parte de éstos y amenazas de represalias sobre su familia, que estaban bajo arresto domiciliario en Ceuta. Todos los bienes de Cerdeira en España y en el protectorado fueron incautados por el régimen golpista, entre ellos el manuscrito “Elementos de Religión y Derecho Musulmán” que nunca vería la luz.

## Libros
- Gramática de árabe literal. Primera parte. Beirut : Tip. Francesa / Imprenta Católica, 1911.
- Gramática española en idioma árabe. Beirut: Imp. Católica, 1912.
- El Habus. Conferencia pronunciada el 8 de octubre de 1928: Curso de instrucción para jefes y oficiales del Servicio de Intervenciones. Tetuán, Imp. y Enc. Martínez, ¿1928?.
- El Habus. Curso de perfeccionamiento de oficiales del Servicio de Intervención. Tetuán, Imp. y Enc. Martínez, 1928.

## Traducciones
- Versión árabe de la Guerra de África (años 1859-69) por el historiador y jurisconsulto musulmán, Xej Ahamed Ben Jaled En-Nasiri Es-Selaui. Madrid, Tip. Moderna, 1917.
- Apuntes para la historia de las cofradías musulmanas marroquíes. Madrid : Editorial Ibero-africano-americana, 1923.
- Apuntes para la historia del Rif. Publicaciones de la Biblioteca de la Delegación General / Alta Comisaría de España en Marruecos. Madrid Ceuta : Hércules, 1926.